# Wookieepedia
Wookieepedia – The Star Wars Wiki ist eine englischsprachige Wiki-Website zum Aufbau einer umfassenden Star-Wars-Datenbank auf Basis der MediaWiki-Software. Das Wiki wurde am 4. März 2005 von Chad Barbry gegründet und auf den Servern der Wiki-Farm Wikia (heute Fandom) gehostet. Wookieepedia ist ein Kofferwort und verbindet die beiden Begriffe Wookiee, eine Spezies aus dem Star-Wars-Universum, und encyclopedia, dem englischen Wort für Enzyklopädie, miteinander.
Scifi.com erklärte die Seite im November 2007 zur Seite der Woche.
Die deutsche Entsprechung dieser Wiki ist die Jedipedia, benannt nach den Jedi-Rittern. Sie umfasst zurzeit rund 54.000 Artikel.

## Anerkennung
Schauspielerinnen und Schauspieler der neueren „Star-Wars“-Filme haben die Wookieepedia genutzt, um ein besseres Verständnis des „Star-Wars“-Universums zu bekommen und ihre Charaktere besser darzustellen. Unter anderem haben sich so Felicity Jones auf ihre Rolle als Jyn Erso in Rogue One: A Star Wars Story oder Alden Ehrenreich auf seine Rolle als junger Han Solo in Solo: A Star Wars Story vorbereitet.